# Ametropie
Ametropie (van Grieks ἀμετρία ametría, wanverhouding, en ὤψ oops, oog) of refractiefout is een afwijking van het oog waarbij de sterkte van het brekend stelsel en de ooglengte niet in de juiste verhouding staan bij een ontspannen accommodatie. De twee voornaamste ametropieën zijn myopie (bijziendheid) en hypermetropie (verziendheid). Bij een ametropie zal de persoon, afhankelijk van het type ametropie, voorwerpen niet scherp kunnen waarnemen. Een ametropie is meestal te corrigeren met behulp van een bril of contactlenzen.
Als er geen afwijkingen zijn, spreekt men van emmetropie.

## Brekend stelsel
Het brekend stelsel bestaat uit het hoornvlies en de ooglens. Samen zorgen zij voor een sterkte van gemiddeld 58 dioptrie.

## Verschillende ametropieën
Een ametropie kan zich op verschillende manieren manifesteren.
- Asfout, het oog is langer terwijl het brekend stelsel wel een 'normale' sterkte heeft.
- Systeemfout, het oog is de juiste lengte, maar het brekend stelsel wijkt af van de norm.
- As-systeem-combinatie, meest voorkomende, beide wijken af van de norm.

Een emmetroop oog is een oog waarbij de sterkte van het brekend stelsel en de ooglengte wel in verhouding liggen, deze behoeft dus geen correctie.

## Opmeten van ametropieën

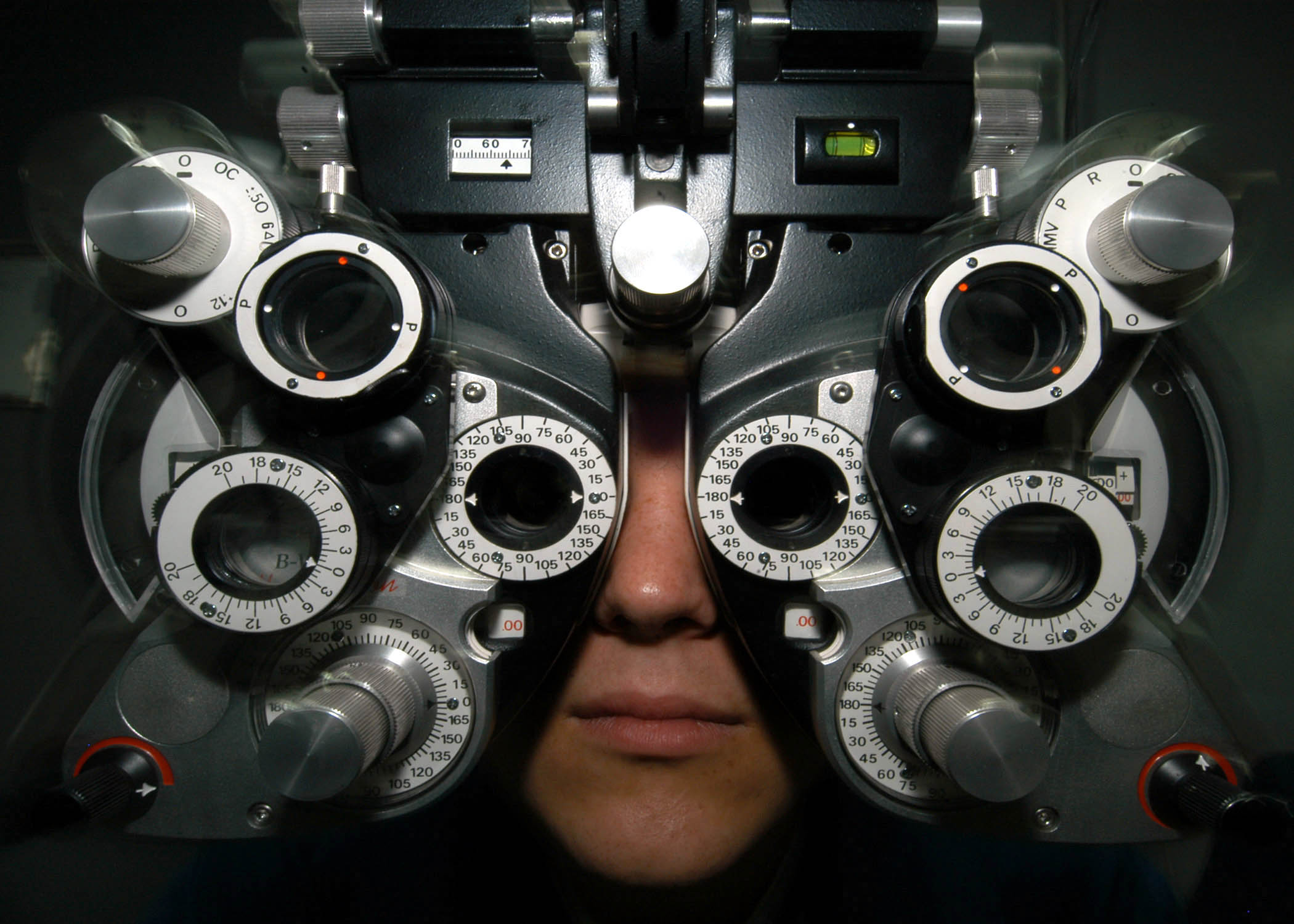
Een foropter wordt gebruikt om de ametropie meten.

Het vinden en meten van een ametropie gebeurt in de meeste gevallen met een foropter. Dit is een apparaat waarmee bijvoorbeeld een opticien of een optometrist door middel van vragen de afwijking bepaalt, en daarmee de juiste correctiesterkte kan voorschrijven. Deze manier wordt ook wel een subjectieve oogmeting genoemd omdat de cliënt zelf het resultaat moet beoordelen. Bij een objectieve oogmeting bepaalt een apparaat, bijvoorbeeld een autorefractor, met behulp van lichten en camera’s de afwijking van het oog. Deze methode is echter niet 100% zuiver en wordt daarom vrijwel uitsluitend gebruikt wanneer communicatie met de cliënt bemoeilijkt wordt (zoals bij kleine kinderen, afasiepatiënten, buitenlanders die de taal onvoldoende spreken, en dergelijke), en eventueel om een subjectieve refractiemeting te ondersteunen.